# タイリー・リード
タイリー・リード（Tyree Reed, 2003年1月9日 - ）は、アメリカ合衆国出身の野球選手（外野手）。左投左打。

## 経歴
2021年7月のMLBドラフトでは有望選手の1人と目されていたが指名は無く、オレゴン州立大学へ進学した。

## プレースタイル
素晴らしいバットスピードの持ち主であり、長く中堅手としてプレーできると目されるほどの俊足も備えている。